# Margherita di Brabante

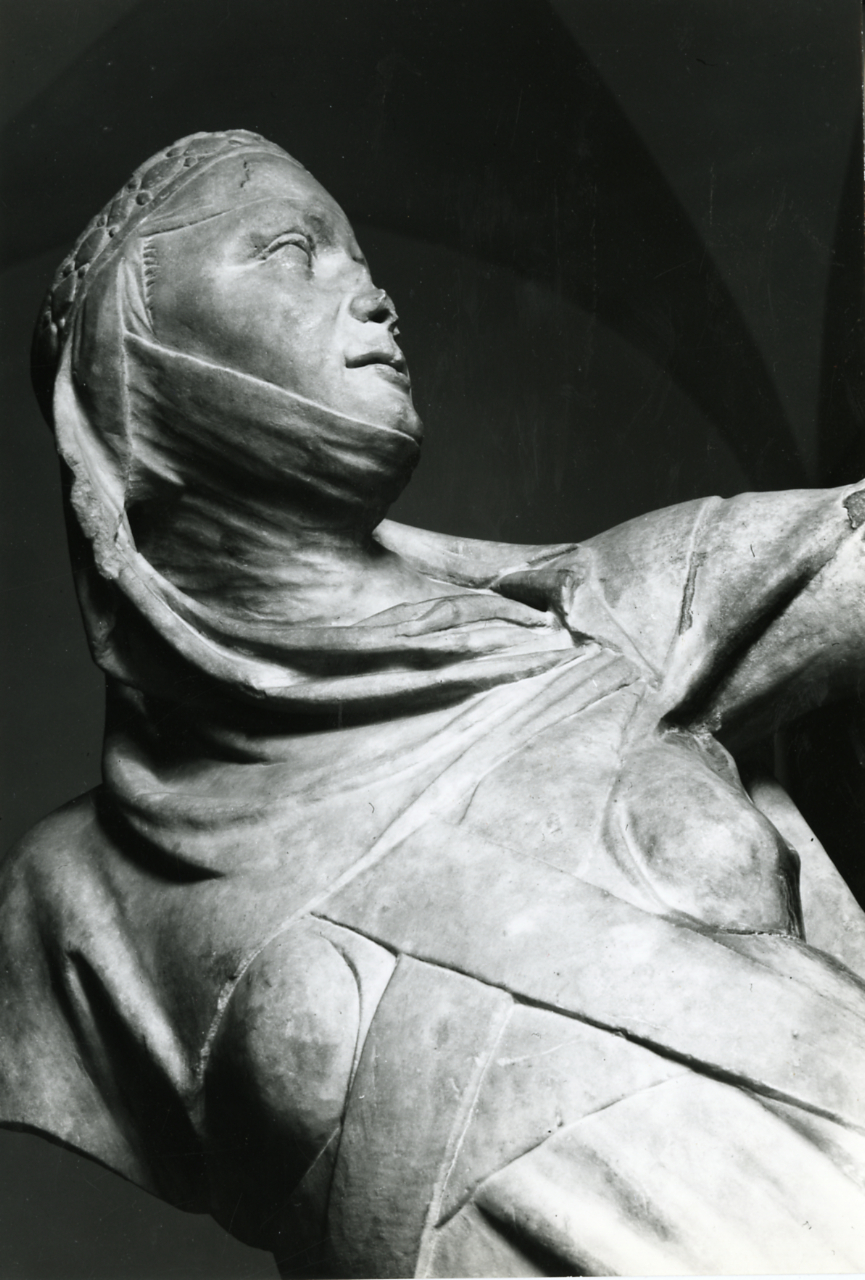
Giovanni Pisano, Elevatio animae, Monumento funebre a Margherita di Brabante, 1313-1314, dettaglio. Genova, Museo di Sant'Agostino. Foto di Paolo Monti.

Margherita di Brabante (4 ottobre 1276 – Genova, 14 dicembre 1311) è stata Regina consorte di Germania, dal 1308 e Regina consorte d'Italia, dal 1311 alla sua morte.

## Origine
Secondo la Genealogia Ducum Brabantiæ Ampliata, Margherita era la figlia  primogenita del duca di Lorena e del Brabante e duca di Limburgo, Giovanni I di Brabante e della moglie, Margherita di Dampierre o di Fiandra (1251-1285), che sia secondo il Iohannis de Thilrode Chronicon che secondo il Iohannis de Thielrode Genealogia Comitum Flandriæ era figlia del Conte di Fiandra e Marchese di Namur, Guido di Dampierre e di Matilde di Bethune, che secondo gli Annales Blandinienses era figlia ed ereditiera di Roberto VII di Bethune, signore di Béthune, Termonde, Richebourg e Warneton, e d'Elisabeth de Morialmez.
Secondo la Genealogia Ducum Brabantiæ Heredum Franciæ, Giovanni I di Brabante era il figlio maschio secondogenito del duca Duca di Lorena e del Brabante, Enrico III e di Alice di Borgogna, che, secondo gli Annales Parchenses era figlia del Duca di Borgogna e re titolare di Tessalonica, Ugo IV (1212 – 1272) e della moglie (come ci viene confermato dalla Chronica Albrici Monachi Trium Fontium) Yolanda di Dreux (1212 – 1248), che era figlia del conte di Dreux e di Braine, Roberto III e della moglie (come ci viene confermato dal documento n° LXXIX del Cartulaire du comté de Ponthieu Eleonora, signora di Saint-Valéry.

## Biografia
Margherita, ancora secondo la Genealogia Ducum Brabantiæ Ampliata, nel 1292, aveva sposato il conte di Lussemburgo, Enrico VII, figlio del conte Enrico VI di Lussemburgo, morto nel 1288 nella battaglia di Worringen, e di Beatrice d'Avesnes, figlia di Baldovino d'Avesnes (settembre 1219-10 aprile 1295), signore di Beaumont.
Suo padre Giovanni I morì, nel 1294: secondo il Balduini Ninovensis Chronicon Giovanni (Iohannis huius nominis primus dux Lotharingie, Brabantie et Lemburgie) morì il 7 marzo (nonas maii); sempre secondo il Balduini Ninovensis Chronicon lo scontro era avvenuto circa cinque giorni prima della morte del duca, Giovanni I venne sepolto nel coro della chiesa dei Francescani a Bruxelles; secondo il Trophees tant sacres que profanes de la duché de Brabant ..., Volume 1, il duca fu condotto nel suo ducato, dove tentarono inutilmente di curarlo, senza precisare il luogo.
Ancora il Balduini Ninovensis Chronicon ci informa che gli succedette il figlio, Giovanni II.
Suo marito, Enrico VII, venne eletto Re di Germania, nel novembre del 1308, ed assieme a Margherita vennero incoronati ad Aquisgrana, il 6 gennaio 1309.
Margherita accompagnò il marito nella sua campagna in Italia, il che riaccese le speranze di tutti coloro che auspicavano un ritorno dell'autorità imperiale (compreso Dante Alighieri); il giorno dell'Epifania del 1311, Enrico fu incoronato re d'Italia, con la corona ferrea (in realtà era una copia).
Margherita intercesse presso il marito affinché dopo aver occupato Cremona non fosse abbattuto il Torrazzo (ancora oggi gloria di Cremona), durante l'assedio di Brescia, tra maggio e novembre, l'esercito di Enrico (anche suo fratello Valerano) ebbe parecchie perdite a causa della peste.
Margherita morì prematuramente il 14 dicembre 1311, mentre si trovava a Genova, al seguito del marito, Enrico VII, che si preparava ad andare a Roma, per essere incoronato Imperatore del Sacro Romano Impero (il 29 giugno 1312); Margherita morì di peste e fu tumulata a Genova, fuori le mura nella Chiesa di San Francesco di Castelletto . Il celebre scultore Giovanni Pisano fu artefice di un monumento funebre commissionatogli dall'imperatore nel 1313. Il titolo completo dell'opera è: La Regina Margherita di Brabante sollevata al cielo da due angeli. Per Enrico fu una grave perdita: ecco come ce la presenta lo storico e biografo britannico Edward Armstrong: buona come una Santa, umile ancella dei poveri in Cristo, misericordiosa per istinto aveva dato un prezioso apporto alla causa imperiale.

## Figli
Margherita ad Enrico VII diede tre figli:
- Giovanni (1296 – 1346), re di Boemia dal 1310 e Conte di Lussemburgo[22];
- Maria (1304 – 1324), che fu la seconda moglie del re di Francia Carlo IV[23];
- Beatrice (1305 – 1319), andata in sposa nel 1318 a Carlo I d'Ungheria[24].

## Ascendenza
|                         |                           |                          | Genitori                      |  |  | Nonni |  |  | Bisnonni              |  |  | Trisnonni            |  |
|                         |                           |                          |                               |  |  |       |  |  | Enrico II di Brabante |  |  | Enrico I di Brabante |  |
|                         |                           |                          |                               |  |  |       |  |  | Enrico II di Brabante |  |  | Enrico I di Brabante |  |
|                         |                           | Matilde di Lorena        |                               |  |  |       |  |  | Enrico II di Brabante |  |  |                      |  |
| Enrico III di Brabante  |                           |                          |                               |  |  |       |  |  | Enrico II di Brabante |  |  |                      |  |
|                         |                           | Maria di Svevia          | Filippo di Svevia             |  |  |       |  |  |                       |  |  |                      |  |
|                         |                           | Maria di Svevia          | Filippo di Svevia             |  |  |       |  |  |                       |  |  |                      |  |
|                         |                           | Maria di Svevia          | Irene Angela                  |  |  |       |  |  |                       |  |  |                      |  |
| Giovanni I di Brabante  |                           | Maria di Svevia          |                               |  |  |       |  |  |                       |  |  |                      |  |
|                         |                           | Ugo IV di Borgogna       | Ottone III di Borgogna        |  |  |       |  |  |                       |  |  |                      |  |
|                         |                           | Ugo IV di Borgogna       | Ottone III di Borgogna        |  |  |       |  |  |                       |  |  |                      |  |
|                         |                           | Ugo IV di Borgogna       | Alice di Vergy                |  |  |       |  |  |                       |  |  |                      |  |
| Alice di Borgogna       |                           | Ugo IV di Borgogna       |                               |  |  |       |  |  |                       |  |  |                      |  |
|                         |                           | Yolanda di Dreux         | Roberto III di Dreux          |  |  |       |  |  |                       |  |  |                      |  |
|                         |                           | Yolanda di Dreux         | Roberto III di Dreux          |  |  |       |  |  |                       |  |  |                      |  |
|                         |                           | Yolanda di Dreux         | Eleonora di Saint-Valéry      |  |  |       |  |  |                       |  |  |                      |  |
| Maria di Brabante       |                           | Yolanda di Dreux         |                               |  |  |       |  |  |                       |  |  |                      |  |
|                         | Guglielmo II di Dampierre | Guido II di Dampierre    |                               |  |  |       |  |  |                       |  |  |                      |  |
|                         | Guglielmo II di Dampierre | Guido II di Dampierre    |                               |  |  |       |  |  |                       |  |  |                      |  |
|                         | Guglielmo II di Dampierre | Matilde I di Borbone     |                               |  |  |       |  |  |                       |  |  |                      |  |
| Guido di Dampierre      | Guglielmo II di Dampierre |                          |                               |  |  |       |  |  |                       |  |  |                      |  |
|                         |                           | Margherita II di Fiandra | Baldovino I di Costantinopoli |  |  |       |  |  |                       |  |  |                      |  |
|                         |                           | Margherita II di Fiandra | Baldovino I di Costantinopoli |  |  |       |  |  |                       |  |  |                      |  |
|                         |                           | Margherita II di Fiandra | Matilde di Champagne          |  |  |       |  |  |                       |  |  |                      |  |
| Margherita di Dampierre |                           | Margherita II di Fiandra |                               |  |  |       |  |  |                       |  |  |                      |  |
|                         |                           | Roberto VII di Bethune   | …                             |  |  |       |  |  |                       |  |  |                      |  |
|                         |                           | Roberto VII di Bethune   | …                             |  |  |       |  |  |                       |  |  |                      |  |
|                         |                           | Roberto VII di Bethune   | …                             |  |  |       |  |  |                       |  |  |                      |  |
| Matilde di Bethune      |                           | Roberto VII di Bethune   |                               |  |  |       |  |  |                       |  |  |                      |  |
|                         |                           | Elisabetta di Morialmez  | …                             |  |  |       |  |  |                       |  |  |                      |  |
|                         |                           | Elisabetta di Morialmez  | …                             |  |  |       |  |  |                       |  |  |                      |  |
|                         |                           | Elisabetta di Morialmez  | …                             |  |  |       |  |  |                       |  |  |                      |  |
|                         |                           | Elisabetta di Morialmez  |                               |  |  |       |  |  |                       |  |  |                      |  |

### Letteratura storiografica
- Edward Armstrong, "L'Italia al tempo di Dante", cap. VI, vol. VI (Declino dell'impero e del papato e sviluppo degli stati nazionali) della Storia del mondo medievale, 1999, pp. 235–296.
- P.J. Blok, "Germania 1273 1313", cap. VIII, vol. VI (Declino dell'impero e del papato e sviluppo degli stati nazionali) della Storia del mondo medievale, 1999;pp. 332–371.
- (FR)  Histoire généalogique des ducs de Bourgogne de la maison de France.
- (FR)  Trophées tant sacrés que profanes du duché de Brabant.